# تل زروب
تل زروب هي أعلى نقطة في قطاع غزة بفلسطين وتطلّ مباشرة على محور فيلادلفيا (صلاح الدين) والحدود الفلسطينية المُشتركة مع مصر.

## الموقع
تقع منطقة تل زروب على ارتفاع استراتيجي يبلغ 39 مترًا (128 قدمًا) على بعد حوالي 2.5 كيلومتر (1.6 ميل) شمال غرب دوار العودة المركزي بالقرب من الحدود الشمالية الغربية لمدينة رفح حيث تقع إلى جهة الجنوب مباشرة من ثلاث برك لمعالجة مياه الصرف الصحي في غرب محطة ابن سينا، وتحدها أراضي مدينة رفح الفلسطينية في قطاع غزة في فلسطين من جهة الشمال الغربي، في حين تحدها مدينة رفح المصرية من جهة الجنوب، وتحدها إسرائيل من جهة الشرق.

## التاريخ
خلال الاجتياح الإسرائيلي لقطاع غزة في أعقاب عملية طوفان الأقصى استطاع جيش الاحتلال الإسرائيلي نشر عدد من دباباته ومركباته القتالية في منطقة تل زروب في 28 مايو (أيار) عام 2024 بعد تبادل قصير لإطلاق النار مع مقاتلي كتائب القسام الجناح العسكري لحركة المقاومة الإسلامية (حماس).

## معرض الصور

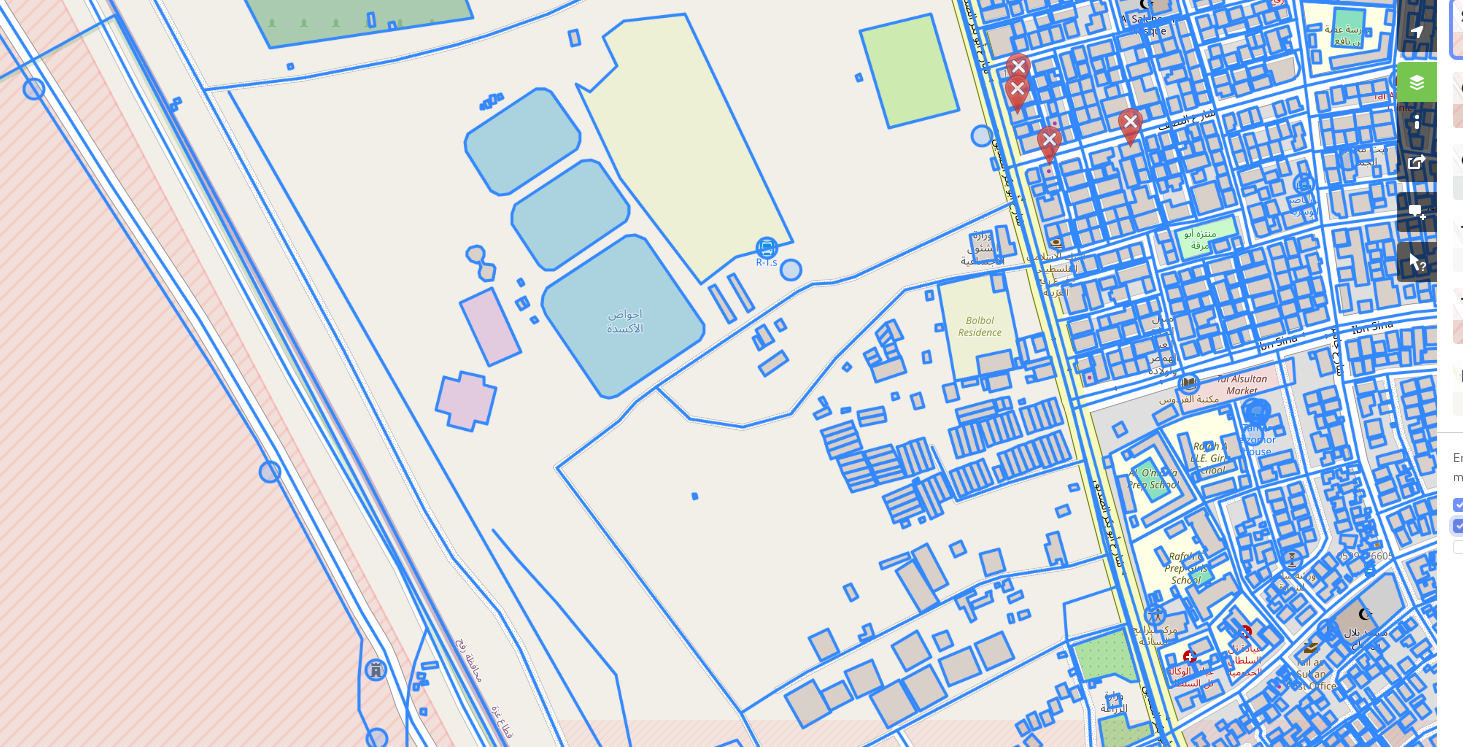
موقع تل زروب مباشرة إلى جهة الجنوب من ثلاث برك لمعالجة مياه الصرف الصحي، غرب محطة ابن سينا وموقع مراقبة مصري.
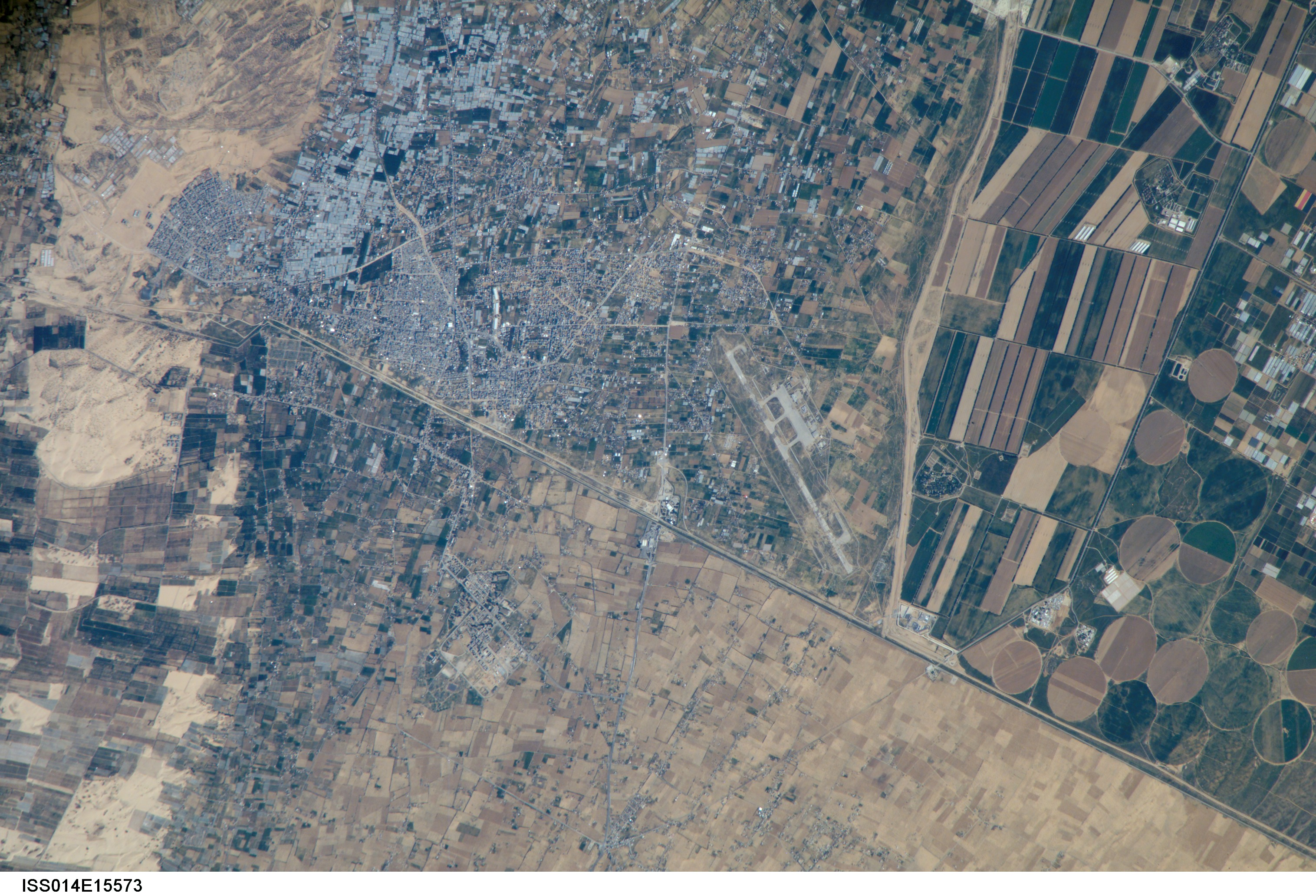
حدود منطقة تل زروب حيث تحدها أراضي مدينة رفح الفلسطينية في قطاع غزة في فلسطين من جهة الشمال الغربي، على حين تحدها مدينة رفح المصرية من جهة الجنوب، وتحدها إسرائيل من جهة الشرق.